# Jorge Castelblanco
Jorge Castelblanco (né le 22 novembre 1988 à Panama) est un coureur cycliste panaméen.

## Palmarès
- 2008
  -  Champion du Panama sur route espoirs
- 2009
  - 4e étape de la Vuelta a Chiriquí (contre-la-montre par équipes)
  - 9e du championnat panaméricain sur route
- 2010
  - 3e étape de la Clásica Santiago Apóstol
  - 2e de la Clásica Santiago Apóstol
- 2012
  - 3e étape de la Vuelta a Chiriquí
  - 2e du championnat du Panama sur route
- 2013
  - 1re étape du Tour du Panama (contre-la-montre par équipes)
  - 2e du Tour du Panama
- 2014
  - 2e du championnat du Panama sur route
  - 2e de la Vuelta a Chiriquí
  - 3e du championnat du Panama du contre-la-montre[1]
- 2015
  -  Champion du Panama sur route
- 2016
  - 4e étape de la Clásica de Montaña Club Rali
  - 3e de la Vuelta a Chiriquí
- 2017
  - 3e étape de la Clásica Radio Chiriquí
  - 6e étape de la Vuelta a Chiriquí
  - 2e de la Vuelta a Chiriquí
- 2019
  - 3e de la Vuelta a Chiriquí
- 2021
  - 1rea étape de la Vuelta a Chiriquí (contre-la-montre par équipes)
- 2022
  - 3e étape de la Vuelta a Chiriquí

## Classements mondiaux
| Année            | 2012 | 2013 | 2014 | 2015 | 2016 | 2017 | 2018 |
| ---------------- | ---- | ---- | ---- | ---- | ---- | ---- | ---- |
| UCI America Tour | 93e  |      | 102e | 70e  |      | 500e | 186e |